# Heurnemeersen

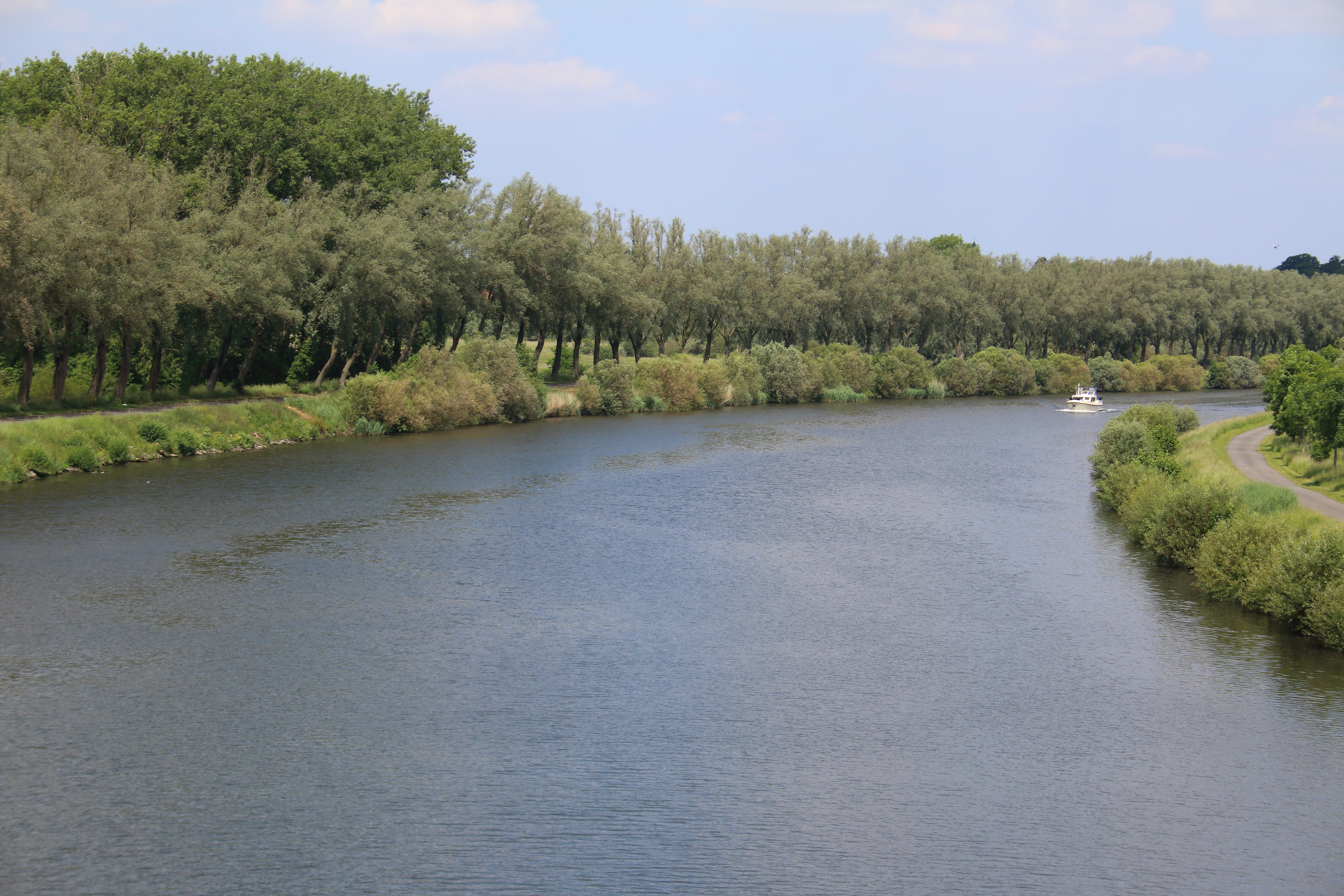
Scheldevallei met links de Heurnemeersen

De Heurnemeersen is een natuurreservaat in de Vlaamse Ardennen in Zuid-Oost-Vlaanderen (België).
Het visiegebied van dit natuurreservaat is ongeveer 45 ha en ligt op het grondgebied van de stad Oudenaarde (in de deelgemeentes Heurne en Eine) en wordt beheerd door Natuurpunt. De Heurnemeersen worden opgesplitst in drie deelgebieden. In het noorden ligt het erkende natuurgebied het Dal, In het zuiden het erkende natuurgebied de Snippenweide en centraal de meander de Ster.

## Landschap
Het natuurgebied ligt in de Scheldevallei. Het reservaat bestaat uit afgesneden Scheldemeanders, bossen, graslanden, en moerasvegetaties.

## Fauna
De Heurnemeersen herbergen een bijzonder rijke fauna. Het belangrijkste zoogdier is de rosse vleermuis die er boven de Heurnemeersen een van zijn belangrijkste jachtgebieden in de Vlaamse Ardennen vindt omwille van de hoge insecten-dichtheid. Er komen een 55-tal vogelsoorten tot broeden waarvan de belangrijkste rietzanger, rietgors, waterral, en blauwborst. Op trek treft men soms ook grotere groepen aan van aalscholver, slobeend en watersnip. Er werden tot nu toe 19 soorten libellen waargenomen, 25 soorten dagvlinders waarvan oranjetipje de belangrijkste is en meer dan 500 soorten nachtvlinders waarvan enkele zeldzamere moerassoorten zoals valeriaandwergspanner, moeraswalstrospanner en Satijnboogbladroller.

## Flora
Het reservaat bestaat uit bossen, graslanden, ruigten en moerassen, elk met hun typische flora. Men vindt er enkele typische kwelindicatoren terug zoals gewone dotterbloem, bosbies en holpijp.

## Natuurbeleving
De binnenbocht van de openbare afgesneden meanders, namelijk Heuvel, De Ster en Ohio, is toegankelijk voor vissers en wandelaars. De buitenbochten, de meander "Dal" en het centrale gedeelte van de Snippenweide is enkel toegankelijk met gids. Deze gebieden kunnen wel overschouwd worden van op de dijk langsheen de Schelde.

## Verkavelingen
In maart 2024 kreeg Robrecht Bothuyne kritiek in het televisieprogramma Pano toen een verkavelingsvergunning voor een woonwijk in de Heurnemeersen (overstromingsgebied), niettegenstaande verschillende negatieve adviezen, werd goedgekeurd door het West-Vlaamse provinciebestuur. Bothyne was deels eigenaar van de gronden.